# Đông trùng hạ thảo
Đông trùng hạ thảo là một loại đông dược quý có bản chất là dạng ký sinh của loài nấm Ophiocordyceps sinensis thuộc nhóm nấm Ascomycetes trên cơ thể ấu trùng của một vài loài bướm trong chi Thitarodes Viette, 1968 (trước đây phân loại trong chi Hepialus Fabricius, 1775). Phần dược tính của thuốc đã được chứng minh là do các chất chiết xuất từ nấm Ophiocordyceps sinensis. Nó được sử dụng từ lâu trong y học cổ truyền Trung Hoa và y học cổ truyền Tây Tạng.
Tên gọi "đông trùng hạ thảo" (tiếng Tạng: yartsa gunbu hay yatsa gunbu, tiếng Trung: 冬虫夏草, dōng chóng xià cǎo) là xuất phát từ quan sát thực tế khi thấy vào mùa hè nấm Ophiocordyceps sinensis mọc chồi từ đầu con sâu nhô lên khỏi mặt đất. Vào mùa đông thì nhìn cặp cá thể này giống con sâu (côn trùng), còn đến mùa hè thì chúng trông giống một loài thực vật (thảo mộc) hơn.
Hiện nay, do sự săn lùng và hoạt động khai thác quá mức Đông trùng hạ thảo tại Nepal, loại nấm này đang có nguy cơ tuyệt diệt .

## Phân loại và tên gọi
Loài này được Miles Berkeley miêu tả khoa học lần đầu tiên năm 1843 như là Sphaeria sinensis. Pier Andrea Saccardo chuyển loài này sang chi Cordyceps vào năm 1878. Từ nguyên của tên khoa học xuất phát từ tiếng Latinh cord "dùi cui, gậy tày", ceps "đầu" và sinensis "từ Trung Quốc". Loài này được biết đến như là Cordyceps sinensis cho tới năm 2007, khi phân tích phát sinh chủng loài phân tử được sử dụng để sửa đổi phân loại của 2 họ Cordycipitaceae và Clavicipitaceae, với kết quả là tạo ra tên gọi cho một họ mới là Ophiocordycipitaceae và việc chuyển một số loài Cordyceps sang chi Ophiocordyceps.
Trong tiếng Tạng nó được biết đến như là དབྱར་རྩྭ་དགུན་འབུ་ (ZWPY: yartsa gunbu
, Wylie: dbyar rtswa dgun 'bu, "hạ thảo(cỏ), đông trùng (sâu bọ)"), và đây là nguồn gốc của các tên gọi trong tiếng Nepal यार्शागुम्बा, yarshagumba, yarchagumba hay yarsagumba. Chuyển tự sang tiếng Bhutan là Yartsa Guenboob. Nó còn được biết đến như là keera jhar, keeda jadi, keeda ghas hay 'ghaas fafoond trong tiếng Hindi. Tên gọi tiếng Trung Dōng chóng xià cǎo (冬蟲夏草) nghĩa là "đông trùng, hạ thảo" (nghĩa là "sâu mùa đông, [trở thành] cỏ mùa hè"). Tên gọi tiếng Trung là dịch theo nghĩa đen của tên gọi gốc tiếng Tạng, được thầy lang người Tạng là Zurkhar Namnyi Dorje ghi chép lại lần đầu tiên trong thế kỷ XV. Trong ngôn ngữ thông tục tiếng Tạng thì Yartsa gunbu thường được gọi tắt là "bu" hay "yartsa".
Trong y học cổ truyền Trung Hoa, tên gọi của nó thường được viết tắt là chong cao (蟲草 "trùng thảo"), một tên gọi cũng áp dụng cho các loài Cordyceps khác, như C. militaris. Trong tiếng Nhật, nó được gọi là tōchūkasō (冬虫夏草).
Điều ngạc nhiên là đôi khi trong các tài liệu Trung Hoa tiếng Anh thì Cordyceps sinensis được nhắc tới như là aweto [Hill H. Art. XXXVI: The Vegetable Caterpillar (Cordiceps robertsii). Transactions and Proceedings of the Royal Society of New Zealand 1868-1961. Quyển 34, 1901;396-401], và đó là tên gọi trong tiếng Māori để chỉ Cordyceps robertsii, một loài nấm chỉ có ở New Zealand.

## Mô tả

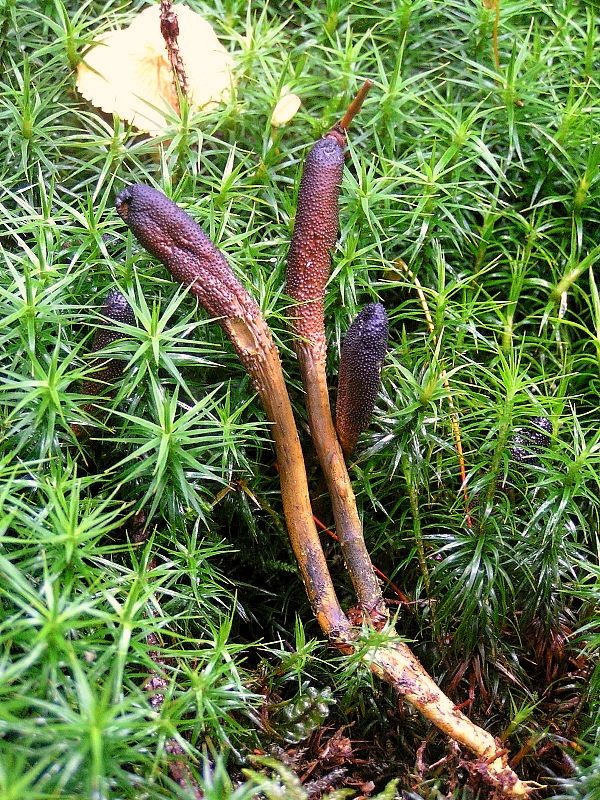
"Đông trùng hạ thảo" vào mùa hè